# Dampier Peninsula
Dampier Peninsula är en halvö i Australien. Den ligger i kommunen Broome och delstaten Western Australia, omkring 1 900 kilometer nordost om delstatshuvudstaden Perth.
Omgivningarna runt Dampier Peninsula är huvudsakligen savann. Trakten runt Dampier Peninsula är nära nog obefolkad, med mindre än två invånare per kvadratkilometer. Savannklimat råder i trakten. Genomsnittlig årsnederbörd är 1 326 millimeter. Den regnigaste månaden är januari, med i genomsnitt 366 mm nederbörd, och den torraste är augusti, med 1 mm nederbörd.